# Neurokirurgija
Neurokirurgija, medicinska grana, tj. grana kirurgije i neurologije. Bavi se kirurškim liječenjem bolesnih procesa u središnjem živčanom sustavu, moždanim i perifernim živcima te u autonomnom živčanom sustavu. Dijagnostičke metode kojima se služi su pored ostalih elektroencefalografija, primjena radioaktivnih izotopa, kompjuterizirana  tomografija, magnetska rezonancija. Uporabom lasera, ultrazvuka i operacijskog mikroskopa i stereotaksijskim zahvatima prekida se i liječi štetne procese, uzima komadiće tkiva za pretrage i dr.

## Vanjske poveznice
- KBC Zagreb  Arhivirana inačica izvorne stranice od 15. studenoga 2019. (Wayback Machine) Klinika za neurokirurgiju